# Hans Furer

Hans Furer

Hans Furer (* 5. Mai 1955 in Biel) ist ein schweizerischer Rechtsanwalt, Kunstexperte, ehemaliger Politiker (GLP), Richter und Künstler, der in Basel und Baselland lebt und arbeitet.

## Berufliche Laufbahn
Hans Furer studierte an der Universität Basel, doktorierte 1983 über Mehrwertabgaben und erwarb 1986 das Anwaltspatent.
Innerhalb seiner Kanzlei (Furer & Partner) vertrat er während 15 bzw. 20 Jahren die Chemie- und Lifesciences-Angestellten (Verband schweizerischer Angestelltenvereine der Chemischen Industrie, VSAC) sowie Bankangestellte (Schweizerischer Bankpersonalverband) auf nationaler und regionaler Ebene.
National war er u. a. Präsident der Vereinigung schweizerischer Angestelltenverbände (1996), Mitglied des Vorstandes von Travail.Suisse (2001–2011) sowie während 14 Jahren (1996–2010) Mitglied der Aufsichtskommission der schweizerischen Arbeitslosenversicherung.
Im kulturellen Bereich vertrat er während 15 Jahren (1995–2010) den Verband Schweizer Galerien.
Von 1996 bis 2011 war er als Lobbyist im Bundeshaus (SR Gian-Reto Plattner, SR Anita Fetz) für die Interessen der Angestellten und der Kultur tätig. Er gründete u. a. mit Ständerätin Anita Fetz zusammen die parlamentarische Gruppe Kultur.

## Kulturelle Aktivitäten
In Basel engagierte er sich als Mitinitiator für den Erwerb der damals sehr umstrittenen Serra-Skulptur auf dem Theaterplatz (1994). Seit 1996 ist er Kassier der Freunde des Kunstmuseums Basel, seit 2000 Geschäftsführer der Stiftung Im Obersteg, deren Werke (Picasso, Chagall, Jawlensky) sich im Kunstmuseum Basel befinden. Seit 2001 ist er Geschäftsführer der von Ernst Beyeler gegründeten Stiftung Kunst für den Tropenwald. Dazu kommen weitere Stiftungen, die das Kunstmuseum Basel unterstützen. Seit 2020 ist er überdies Stiftungsrat der Fondation Hubert Looser, deren wichtigste Werke (de Kooning, Twombly, Ryman) ab November 2021 im Chipperfield-Bau des Zürcher Kunsthauses zu sehen sind.
Von 2011 bis 2017 war er Präsident und Mitgründer des Vereins Stiftungsstadt Basel, der seither jährlich den Basler Stiftungstag durchführt.
Seit 45 Jahren ist Furer Kunstsammler und mit vielen Künstlern befreundet (gewesen), unter anderem mit Rémy Zaugg (1943–2005). 2019 zeigte das Kunstmuseum Basel die Sammlung von Hans und Monika Furer unter dem Titel «Von Rémy Zaugg bis John Baldessari – die Sammlung Hans und Monika Furer». Anlass für diese Ausstellung war eine Schenkung des Ehepaares von 23 Werken des Künstlers Rémy Zaugg und einer Arbeit von Thomas Ruff an das Kunstmuseum Basel.
Im Jura ist Furer bekannt als Eigentümer der Prieuré de Grandgourt, eines aus dem 12. Jahrhundert stammenden Prämonstratenser-Klosters (Hauptkloster Bellelay), welches für die Kirchengeschichte des Kantons bedeutend ist. Das jetzige Gebäude stammt von 1744 und steht unter schweizerischem Denkmalschutz.

## Politik und Richteramt
Von 1980 bis 1991 war Furer Mitglied und Präsident einer Schulbehörde in Basel sowie von 2011 bis 2015 Landrat im Kanton Basel-Landschaft. Seit 2018 ist er Richter am Kantonsgericht Basel-Landschaft, Abteilung Verfassungs- und Verwaltungsrecht.
Mitbeteiligt war Furer bei der nationalen Volksinitiative «6 Wochen Ferien für alle», die jedoch 2012 deutlich bei Volk und Ständen scheiterte. Erfolglos war 2014 und 2020 sein Versuch, die St.-Jakobs-Halle in Basel in «Roger-Federer-Arena» umzubenennen. Hingegen geht die Veranstaltung «Carl Spitteler: 100 Jahre Literaturnobelpreis» (2019), die während eines Jahres an verschiedenen Orten in der Schweiz stattfand, auf sein Postulat im Landrat zurück.

## Privatleben
Hans Furer ist seit 1985 mit Monika Furer-Brunner verheiratet.

## Künstlerische Tätigkeit
Seit seinem 16. Altersjahr ist Furer als Künstler tätig, hatte stets ein eigenes Atelier und präsentierte seine Werke erstmals 2020 in der städtischen Galerie im Alten Feuerhaus, der Ausstellungshalle der Kunstakademie in Bad Reichenhall und 2022 im M54 (Stiftung Visarte) in Basel.
Es gibt drei Publikationen, «Zeit» und «Werkverzeichnis (1971–2013)», die 2000 und 2014 erschienen sind. Das Werkverzeichnis Linolschnitte 1969–2022 erschien 2022.

## Schriften (Auswahl)
- «Zeit». Das künstlerische Werk. Bildband. Richter, Düsseldorf 2001, ISBN 3-933807-36-0.
- Hans Furer. Werkverzeichnis Gemälde; 1971–2013. Richter, Düsseldorf 2014, ISBN 978-3-941263-66-6.